# Amnesiac
Amnesiac är det brittiska alternativa rockbandet Radioheads femte studioalbum, utgivet den 5 juni 2001 av skivbolaget Parlophone. 

## Låtlista
Alla låtar är skrivna och komponerade av Radiohead (Colin Greenwood, Ed O'Brien, Jonny Greenwood, Philip Selway, Thom Yorke). 
| Nr  | Titel                                   | Längd |
| --- | --------------------------------------- | ----- |
| 1.  | Packt Like Sardines in a Crushd Tin Box | 4:00  |
| 2.  | Pyramid Song                            | 4:49  |
| 3.  | Pulk/Pull Revolving Doors               | 4:07  |
| 4.  | You and Whose Army?                     | 3:11  |
| 5.  | I Might Be Wrong                        | 4:54  |
| 6.  | Knives Out                              | 4:15  |
| 7.  | Morning Bell/Amnesiac                   | 3:14  |
| 8.  | Dollars and Cents                       | 4:52  |
| 9.  | Hunting Bears                           | 2:01  |
| 10. | Like Spinning Plates                    | 3:57  |
| 11. | Life in a Glasshouse                    | 4:34  |

| 1.  | The Amazing Sounds of Orgy                                                                | 3:38 |
| 2.  | Trans-Atlantic Drawl                                                                      | 3:01 |
| 3.  | Fast-Track                                                                                | 3:17 |
| 4.  | Kinetic                                                                                   | 4:06 |
| 5.  | Worrywort                                                                                 | 4:37 |
| 6.  | Fog                                                                                       | 4:04 |
| 7.  | Cuttooth                                                                                  | 5:23 |
| 8.  | Life in a Glasshouse (Full length version)                                                | 5:08 |
| 9.  | You and Whose Army? (Live at Canal+ Studios, Paris, France, 28/04/01)                     | 3:18 |
| 10. | Packt Like Sardines in a Crushd Tin Box (Live at Canal+ Studios, Paris, France, 28/04/01) | 3:04 |
| 11. | Dollars & Cents (Live at Canal+ Studios, Paris, France, 28/04/01)                         | 4:41 |
| 12. | I Might Be Wrong (Live at Canal+ Studios, Paris, France, 28/04/01)                        | 4:55 |
| 13. | Knives Out (Live at Canal+ Studios, Paris, France, 28/04/01)                              | 4:22 |
| 14. | Pyramid Song (Live at Canal+ Studios, Paris, France, 28/04/01)                            | 5:07 |
| 15. | Like Spinning Plates (I Might Be Wrong: Live Recordings, 2001)                            | 3:52 |

| 1.  | Pyramid Song                                                                            |  |
| 2.  | Knives Out                                                                              |  |
| 3.  | I Might Be Wrong                                                                        |  |
| 4.  | Push Pulk/Like Spinning Plates                                                          |  |
| 5.  | Pyramid Song (Live on Top of the Pops, 25/05/01)                                        |  |
| 6.  | Knives Out (Live on Top of the Pops, 17/08/01)                                          |  |
| 7.  | Packt Like Sardines in a Crushd Tin Box (Live on Later... with Jools Holland, 09/06/01) |  |
| 8.  | Knives Out (Live on Later... with Jools Holland, 09/06/01)                              |  |
| 9.  | Life in a Glasshouse (Live on Later... with Jools Holland, 09/06/01)                    |  |
| 10. | I Might Be Wrong (Live on Later... with Jools Holland, 09/06/01)                        |  |